# Фролово (Сокольский район)
Фролово — деревня в Сокольском районе Вологодской области.
Входит в состав Чучковского сельского поселения, с точки зрения административно-территориального деления — в Чучковский сельсовет. Расположена к югу от автодороги А123.
Расстояние по автодороге до районного центра Сокола — 82 км, до центра муниципального образования Чучкова — 2 км. Ближайшие населённые пункты — Мамонкино, Покровское, Андреевское, Васильевское.
По переписи 2002 года население — 2 человека.